# Sericosema meadowsaria
Sericosema meadowsaria är en fjärilsart som beskrevs av Sperry 1948. Sericosema meadowsaria ingår i släktet Sericosema och familjen mätare. Inga underarter finns listade i Catalogue of Life.